# Lalage leucopyga
Lagarteiro-rabilongo ou lagarteirinho-rabilongo (Lalage leucopyga) é uma espécie de ave da família Campephagidae.
Pode ser encontrada nos seguintes países: Nova Caledónia, Ilha Norfolk, Ilhas Salomão e Vanuatu.
Os seus habitats naturais são: florestas subtropicais ou tropicais húmidas de baixa altitude e regiões subtropicais ou tropicais húmidas de alta altitude.